# Temporada 2025 del Campeonato de España de Resistencia
La temporada 2025 del Campeonato de España de Resistencia fue la decimonovena edición de este campeonato organizado por VLine, y estuvo formada por la última ronda de la temporada 2024 (hecho que se anunció unos días antes de disputarse esa ronda) y otra ronda en Navarra disputada antes de las temporadas 2025 de GT y Turismos. A pesar del intento de gancho de la ronda de Barcelona, la ronda de Navarra fue muy pobre en inscripción y a pesar de decidir el campeonato de España, apenas tuvo repercusión ni relevancia deportiva.

## Novedades[1]
- Pasan a otorgarse dos campeonatos absolutos (y no 4 como en 2024): uno para GTs y otro para Turismos, mientras los TCR y GT4 presentes no puntuarán para ninguno de los dos.
- La Clase 1-GT4 pasa a renombrarse como Copa GTB, la Clase 2 a Copa TC1, la Clase 3 División 3 a Copa TC2 y la Clase 3 División 4 a Copa TC3.

## Escuderías y pilotos
| Escudería             | Coche                        | N.º  | Pilotos            | Pilotos             | Rondas |
| GT                    | GT                           | GT   | GT                 | GT                  | GT     |
| --------------------- | ---------------------------- | ---- | ------------------ | ------------------- | ------ |
| Escudería Faraón      | Porsche 992 GT3 Cup          | 100  | Pablo Bras         | Fernando González   | 1      |
| Vortex SAS            | Vortex V8                    | 101  | Lionel Amrouche    | Solenn Amrouche     | 1      |
| Club Deportivo DAGO   | Audi R8 GT2                  | 111  | Pablo Yeregui      | Daniel Carretero    | 1-2    |
| Escudería Faraón      | Porsche 992 GT3 Cup          | 112  | Pedro M. Lourinho  | Miguel Gómez        | 1      |
| Baporo Motorsport     | Porsche 992 Cup              | 113  | Joan Vinyes        | Jaume Font          | 1      |
| NM Racing Team        | Mercedes AMG GT2             | 116  | Manel Lao Cornago  | Jan Duran           | 1      |
| GT Corse              | Porsche 992 GT3 Cup          | 119* | Manuel Cañizares   | Manuel Cañizares    | 2      |
| GT Corse              | Porsche 992 GT3 Cup          | 122* | Alejandro Barambio | Borja García        | 1-2    |
| Vortex SAS            | Vortex V8 2.0                | 121  | Stephane Gervais   | Stephane Barret     | 1      |
| Racar Motorsport      | Porsche 992 GT3 Cup          | 135  | Leandro Martins    | Dieter Svepes       | 1      |
| Veloso Motorsport     | Porsche 992 GT3 Cup          | 140  | José Marreiros     | Pedro Marreiros     | 1      |
| Veloso Motorsport     | Porsche 992 GT3 Cup          | 191  | Jean-Roch Piat     | Pedro Marreiros     | 2      |
| Veloso Motorsport     | Porsche 991-1 GT3 Cup        | 191  | Jean-Roch Piat     |                     | 1      |
| Veloso Motorsport     | Porsche 991-2 GT3 Cup        | 199  | José Barros        | Mariano Pires       | 1      |
| Copa GTB              |                              |      |                    |                     |        |
| Baporo Motorsport     | CUPRA TCR DSG                | 13   | Joan Vinyes III    | Marc Carol          | 1      |
| Decken Motorsport     | Porsche 718 GT4 RS Clubsport | 125* | Lorenzo Mendieta   | Jordi Fuset         | 1      |
| Decken Motorsport     | Porsche 718 GT4 RS Clubsport | 125* | Lorenzo Mendieta   | 2                   |        |
| PCR Sport             | Mercedes AMG GT4             | 126  | Josep Parera       | Vicente Dasí        | 1      |
| Promotion Motorsport  | BMW M4 GT4                   | 130  | J.M. Smorg         | Francisco J. Macías | 1      |
| Chefo Sport           | Ligier JS2R                  | 133* | Ángel Santos       | Pere Marques        | 1-2    |
| Chasis 181 Motorsport | Mclaren Artura GT4           | 181  | Jan Georg Schidlof | Francesc Gutiérrez  | 1-2    |
| Turismos - TC1        |                              |      |                    |                     |        |
| RX Pro Racing         | Peugeot 308 Racing Cup       | 6    | Manuel Cañizares   | Marcos Menkes       | 1      |
| Lurauto Motorsport    | BMW M2 CS Racing             | 15   | Asi Goros          | Sacha Hebrard       | 1      |
| GT Corse              | BMW M2 CS Racing             | 15   | Asi Goros          | Sacha Hebrard       | 2      |
| UCAV Racing           | SEAT León Supercopa MK2      | 36   | Carlos Álvarez     | José Santos         | 1      |
| Turismos - TC2        |                              |      |                    |                     |        |
| Balbor Motorsport     | Renault Clio Cup IV          | 9    | José Luis Albors   | Germán López Balboa | 1-2    |
| CD Plemar Sport       | Renault Clio Cup IV          | 18   | Jose Luís López    | Álvaro Rodríguez    | 1-2    |
| Team VRT              | Renault Clio Cup IV          | 40   | José Palomar       | José Palomar        | 1-2    |
| Team VRT              | Renault Clio Cup IV          | 45   | Josep Borrell      | Josep Borrell       | 1      |
| Team VRT              | Renault Clio Cup IV          | 66   | Laurent Puitgmal   | Javier Cicuéndez    | 1      |
| Escudería Ourense     | Renault Clio Cup IV          | 80   | Jonathan Solis     | Santiago Vallejo    | 1      |
| Turismos - TC3        |                              |      |                    |                     |        |
| Chefo Sport           | Renault Clio Cup V           | 41   | Alejandro Iribas   | Alejandro Iribas    | 1      |
| François Samy         | Renault Clio Cup III         | 88   | François Samy      | François Samy       | 1      |

- A los dorsales marcados con * se les quitó la centena del dorsal en la ronda 2 a pesar de ser GT.

## Calendario[2]
| Ronda | Circuito             | Fecha                     |
| ----- | -------------------- | ------------------------- |
| 1     | Circuito de Cataluña | 23-24 de noviembre (2024) |
| 2     | Circuito de Navarra  | 8-9 de marzo              |

## Clasificaciones
| Pos                           | Pilotos            | Pilotos             | Div           | CAT           | NAV           | Pts           |
| Campeonato GT                 | Campeonato GT      | Campeonato GT       | Campeonato GT | Campeonato GT | Campeonato GT | Campeonato GT |
| ----------------------------- | ------------------ | ------------------- | ------------- | ------------- | ------------- | ------------- |
| 1                             | Alejandro Barambio | Borja García        | GTC           | 1             | 1             | 100           |
| 2                             | Pablo Yeregui      | Daniel Carretero    | GPX           | 5             | 3             | 78            |
| 3                             | Pedro Marreiros    | Pedro Marreiros     | GTC           | 7             | 5             | 58,4          |
| 4                             | Joan Vinyes        | Jaume Font          | GTC           | 2             |               | 44            |
| 5                             | Pablo Bras         | Fernando González   | GTC           | 3             |               | 36            |
| 6                             | Leandro Martins    | Dieter Svepes       | GTC           | 4             |               | 30            |
| 7                             | Lionel Amrouche    | Solenn Amrouche     | GPX           | 6             |               | 28,4          |
| 8                             | José Marreiros     | José Marreiros      | GTC           | 7             |               | 20            |
| 9                             | Manel Lao Cornago  | Jan Duran           | GPX           | 10            |               | 18,8          |
| 10                            | Daniel Díaz-Varela | Rafael Rodríguez    | GPX           | 8             |               | 16            |
| 11                            | Pedro M. Lourinho  | Miguel Gómez        | GTC           | 15            |               | 10            |
| 11                            | José Barros        | Mariano Pires       | GTC           | 25†           |               | 6             |
|                               | Stephane Gervais   | Stephane Barret     | GPX           | NC            |               |               |
| Pilotos no aptos para puntuar |                    |                     |               |               |               |               |
|                               | Manuel Cañizares   | Manuel Cañizares    | GTC           |               | 2             |               |
|                               | Jean-Roch Piat     | Jean-Roch Piat      | GTC           | WD            | 5             |               |
| Copa GTB                      |                    |                     |               |               |               |               |
| 1                             | Jan Georg Schidlof | Francesc Gutiérrez  |               | 11            | 6             | 25,6          |
| 2                             | Lorenzo Mendieta   | Lorenzo Mendieta    |               | 14            | 4             | 20            |
| 3                             | Joan Vinyes III    | Marc Carol          |               | 9             |               | 20            |
| 4                             | Pere Marques       | Ángel Santos        |               | 12            | Ret           | 12            |
| 5                             | J.M. Smorg         | Francisco J. Macías |               | 13            |               | 10            |
| 6                             | Jordi Fuset        | Jordi Fuset         |               | 14            |               | 8             |
| 7                             | Josep Parera       | Vicente Dasí        |               | 27            |               | 6             |
| Campeonato Turismos           |                    |                     |               |               |               |               |
| 1                             | José Palomar       | José Palomar        | TC2           | 18            | 8             | 82            |
| 2                             | Asi Goros          | Sacha Hebrard       | TC1           | 19            | 7             | 76            |
| 3                             | José Luis Albors   | Germán López Balboa | TC2           | 22            | 9             | 55,2          |
| 4                             | Laurent Puitgmal   | Javier Cicuéndez    | TC2           | 17            |               | 48            |
| 5                             | François Samy      | François Samy       | TC3           | 16            |               | 44            |
| 6                             | Jose Luís López    | Álvaro Rodríguez    | TC2           | 21            | Ret           | 26            |
| 7                             | Alejandro Iribas   | Alejandro Iribas    | TC3           | 20            |               | 25,6          |
| 8                             | Carlos Álvarez     | José Santos         | TC1           | 24            |               | 17,2          |
| 9                             | Jonathan Solis     | Santiago Vallejo    | TC2           | 23            |               | 16            |
| 10                            | Manuel Cañizares   | Marcos Menkes       | TC1           | 26            |               | 12,4          |
| 11                            | Josep Borrell      | Josep Borrell       | TC2           | 28†           |               | 8             |
| Pos                           | Piloto             | Piloto              | Div           | CAT           | NAV           | Pts           |